# Фревайн, Эрика
Э́рика Фрева́йн (нем. Erika Frewein) — швейцарская кёрлингистка.
В составе женской сборной Швейцарии участник и серебряный призёр чемпионата мира 1984. Чемпионка Швейцарии среди женщин.
Играла на позиции второго.

## Достижения
- Чемпионат мира по кёрлингу среди женщин: серебро (1984).
- Чемпионат Швейцарии по кёрлингу среди женщин: золото (1984).[3]

## Команды
| Сезон   | Четвёртый       | Третий     | Второй        | Первый        | Турниры            |
| ------- | --------------- | ---------- | ------------- | ------------- | ------------------ |
| 1983—84 | Бригитта Кинаст | Ирен Бюрги | Эрика Фревайн | Эви Рюгзеггер | ЧШЖ 1984 · ЧМ 1984 |

(скипы выделены полужирным шрифтом)